# Roger García Junyent
Roger García Junyent, noto come Roger (Sabadell, 15 dicembre 1976), è un ex calciatore spagnolo, di ruolo centrocampista.

## Carriera
Ha cominciato nel Barcellona, dove già alla seconda stagione era titolare. Ha poi militato in Espanyol e Villarreal prima di approdare in Olanda.
Ha segnato tre gol dalla propria metà campo: il primo il 20 ottobre 2002 in Espanyol-Recreativo della Primera División, con gol da 54 metri (in quella partita Roger mise a segno una doppietta); il secondo il 27 aprile 2003 in Espanyol-Rayo Vallecano sempre della massima serie spagnola, con gol da 51 metri; il terzo il 3 marzo 2004 in Villarreal-Galatasaray di Coppa UEFA, con gol da 50 metri.

## Palmarès

### Club

#### Competizioni nazionali
- Campionato spagnolo: 2

Barcellona: 1997-1998, 1998-1999
- Coppa di Spagna: 3

Barcellona: 1996-1997, 1997-1998
Espanyol: 1999-2000
- Supercoppa di Spagna: 1

Barcellona: 1996

#### Competizioni internazionali
- Coppa delle Coppe: 1

Barcellona: 1996-1997
- Supercoppa UEFA: 1

Barcellona: 1997
- Coppa Intertoto UEFA: 2

Villarreal: 2003; 2004